# Theodore Rex
Theodore Rex, também conhecido como T. Rex é um filme de comédia policial, ficção científica e aventura familiar de 1995, escrito e dirigido por Jonathan Betuel e estrelado Whoopi Goldberg. 
Embora originalmente destinado a ser lançado nos cinemas, o filme foi diretamente em vídeo e, consequentemente, tornou-se o mais caro filme direto para vídeo já produzido na época de seu lançamento.
O filme não foi bem recebido, e viu Whoopi Goldberg sendo indicado para pior atriz no prêmio Framboesa de Ouro de 1996. É o primeiro, e até hoje o único, filme direto para vídeo a receber qualquer tipo de indicação ao Razzie.

## Elenco
- Whoopi Goldberg como Katie Coltrane
- Armin Mueller-Stahl como Elizar Kane
- Juliet Landau como Dra. Veronica Shade
- Bud Cort como Spinner
- Stephen McHattie como Edge
- Richard Roundtree coml Comissário Lynch
- Jack Riley como Alaric
- Calvin Scott como  Smithersaurus

### Vozes
- George Newbern – Theodore Rex
- Carol Kane – Molly Rex
- Hayward O. Coleman – Oliver Rex, Tina, a garçonete
- Jan Rabson – Tina Rex

Vozes adicionais são fornecidas por Billy Bowles, Rodger Bumpass, Jennifer Darling, Denise Dowse, Bill Farmer, Anne Lockhart, Sherry Lynn, Mickie McGowan, Patrick Pinney, e Philip Proctor.

## Recepção
Theodore Rex recebeu críticas negativas da crítica e do público. O revisor Luke Baldock chamou de "uma confusão horrível de um filme. Começa com uma abertura de rastreamento e narração que nos diz" Era uma vez no futuro ... 'já está me perdendo. "
Em entrevista concedida em 2015 ao jornal Folha de S.Paulo, Goldberg afirmou que este é o único filme que ela lamenta ter feito: "Não me pergunte por que fiz isso, não queria", disse ela.

### Processo
Embora Whoopi Goldberg tinha feito um acordo verbal para estrelar o filme em outubro de 1992, ela tentou recuar. Abramson entrou com um processo de US$ 20 milhões contra Goldberg, que foi resolvido rapidamente. Goldberg concordou em estrelar o filme por US$ 7 milhões,  US$ 2 milhões a mais que o valor originalmente acordado.
Um dos advogados do caso descreveu isso como sendo similar à batalha legal de Kim Basinger quando ela desistiu do filme Boxing Helena.

## Distribuição
O filme foi originalmente planejado para lançamento na América do Norte; A New Line Cinema inicialmente queria lançá-lo para coincidir com a temporada de hospedagem de Goldberg no Oscar daquele ano. A New Line acabou decidindo que era do interesse deles lançar o filme diretamente em vídeo. Essa decisão foi resultado de uma falha nas exibições de testes em Las Vegas, Memphis, Portland, Maine e Providence. O orçamento de US$ 33,5 milhões do filme tornou-o o lançamento de vídeo direto mais caro da época.
Os distribuidores internacionais para os quais a New Line pré-vendeu os direitos do filme adotaram uma estratégia de lançamento diferente, distribuindo-os teatralmente em todos os países, exceto os Estados Unidos e a Itália.